# Blackguard
Blackguard (с англ. — «Негодяй») — канадская мелодик-дэт-метал-группа, ранее известная под названием Profugus Mortis.
Издание The Village Voice присвоило группе девятое место из десяти в списке лучших фолк-метал-исполнителей.

## Характеристики
Стиль
В музыкальном плане они изначально придерживаются блэк-метала с влиянием фолка, что отчетливо слышно на первых двух демозаписях. Лишь после того, как в составе происходят существенные изменения, меняется и звучание. На дебютном альбоме So It Begins (2007) трудно не заметить близость к такой группе, как Children Of Bodom.
Лирика
Основные темы: Философия, Общество, Фэнтези.
Дизайн обложек

## История
2001–2008. Profugus Mortis.
Группа была основана гитаристом Терри Роудкейсом и барабанщицей Джастин "Juice" Этье  в 2001 году, для исполнения прямолинейного блэк-метала. Секстет из Монреаля первоначально назывался Profugus Mortis (лат. «Смерть беженца»). Превращение в Blackguard началось с появлением вокалиста Пола Аблэйза в октябре 2004 года, а месяц спустя к нему присоединился басист Этьен Майу. Оставаясь верными своим блэк-металлическим корням, обновлённые Profugus Mortis обратились к новой брутальной интерпретации скандинавского фолк-метала.
В марте 2005 года Blackguard выпустили демо из четырех песен и бесплатно раздали его на метал-концертах в Монреале. В июле того же года Profugus Mortis выступили на фестивале Xtreme Distortion Fest в Монреале, вместе с Kataklysm и Unexpect, выиграв на этом мероприятии желанный титул «Лучшая неподписанная группа». Это привело к выступлениям на разогреве у Sodom, Finntroll и даже Ингви Мальмстина.
С тех пор Blackguard выступали на разогреве и гастролировали с многочисленными коллективами, одинаково уважаемыми во всем мире, включая Lacuna Coil, Catamenia, Warbringer, Behemoth, Therion, Epica, Into Eternity, Ensiferum, The Agonist, Cryptopsy, Krisiun, Voivod, Moonsorrow, Korpiklaani и Quo Vadis.
Первая профессиональная запись Profugus Mortis была выпущена в марте 2007 года и называлась So It Begins. Это был скорее сборник песен, демонстрирующий прошлое группы и их новое направление. So It Begins стал самым продаваемым альбомом в истории лейбла Prodisk. В январе 2008 года скрипачку Эмили Ливернуа сменила бывшая гитаристка Gotherfall Ким Госселин.
2009-настоящее время. Blackguard.
Группа подписала контракт с Nuclear Blast после того, как была выбрана победителями конкурса MySpace Band Contest, проводимого лейблом. Их первый дебют на мейджор-лейбле назывался Profugus Mortis (2009), как дань уважения прошлому.
Клавишник Джонатан Лефрансуа-Ледюк покинул Blackguard в июне 2010 года после турне с Hypocrisy по Северной Америке.
12 октября 2010 года было объявлено, что Blackguard перешли с Nuclear Blast на Victory Records.
После нескольких месяцев тура, перед выпуском своего следующего альбома Firefight (2011), они начали продавать предварительные заказы на альбом, который был выпущен 29 марта 2011 года на лейбле Victory Records. Во время последующего тура в поддержку Firefight (2011) группа объявила об уходе гитариста Кима Госселина и пригласила в группу Луи Жака в качестве его замены.
Группа опубликовала следующее заявление по этому поводу: «Ким решил не продолжать работу в группе, и мы хотели бы поблагодарить его за его неоценимый вклад в эту группу на протяжении многих лет. Как бы тяжело ни было видеть уход брата, это действительно лучшее для обеих сторон, поскольку интерес Кима к гастролям и писательству за последний год ослаб. Мы хотели подождать, пока не найдем подходящую замену, прежде чем делать какое-либо официальное объявление, и мы очень рады, что наконец-то можем рассказать всем о том, что происходит».
17 июня 2012 года Blackguard объявили, что начали работу над своим следующим студийным альбомом.
Вокалист Поль Зинай опубликовал официальное заявление о прогрессе группы: "Сейчас мы усердно работаем, и предварительная подготовка проходит очень хорошо. Все здесь в восторге от материала, который у нас есть. Наш новый гитарист Луи - рифф-машина, он прикладывает все усилия, чтобы помочь сделать этот альбом лучшим на сегодняшний день. Процесс написания на этот раз не похож ни на что, что мы делали раньше. Раньше один или два человека составляли подавляющее большинство материала для альбома. На этот раз все привносят свои идеи в музыку, и результаты превосходят мои ожидания. В сентябре мы отправимся в студию, чтобы начать запись, и надеемся выпустить пластинку в начале 2013 года. В лирическом плане я делаю шаг на новую территорию, пробуя свои силы в написании концептуального альбома. Это не будет так же сложно и обширно, как «Сага об Изумрудном мече» или «Металлическая опера», но, тем не менее, это будет для меня захватывающим и новым вызовом».
После некоторых задержек Blackguard вернулись в студию в мае 2013 года для записи своего нового альбома Storm (2020) в студии Silver Wings в Монреале. Считалось, что первые записи альбома состоялись еще в сентябре. 31 октября 2013 года группа объявила об уходе басиста Этьена Майу из своего состава. Затем группа наняла Дэйва «Ablaze» Зиная в качестве его замены. Дэйв — брат-близнец ведущего вокалиста группы Пола.
10 мая 2014 года группа объявила на своей странице в Facebook, что вокалист Пол Зинай будет заканчивать вокальные треки для Storm (2020). 22 сентября 2014 года группа объявила через Facebook, что альбом готов. Однако выпуск альбома состоялся лишь 3 января 2020 г. Такая большая задержка была связана со слишком частыми выступлениями группы, из-за чего группа выгорела и потеряла интерес к выпуску нового материала.
Группа объявила после четырёх лет с последнего выступления, что они прервут молчание концертами в Квебеке и Онтарио в 2024 году.
Концерты
Blackguard участвовали в следующих турах:
- Paganfest America 2009 (Korpiklaani, Primordial, Moonsorrow, Swashbuckle)
- Summer Slaughter Tour America 2009 (Necrophagist, Suffocation, Ensiferum, Darkest Hour, Winds of Plague, Dying Fetus, etc.)
- Tour from Afar North America 2009 (Ensiferum, Hypocrisy, Ex Deo)
- Design Your Universe Tour 2010 (Epica, Threat Signal)
- A Taste of Extreme Divinity Tour 2010 (Hypocrisy, Scar Symmetry, Hate, Swashbuckle)
- Pandemonium over North America 2010 (Kamelot, Leaves' Eyes)
- The Obsidian Conspiracy Tour 2010 (Nevermore, Hatesphere и Warbringer)
- Design Your Universe Tour 2010, 2nd American Leg (Epica, Scar Symmetry, The Agonist)
- God Is Dead, To Hell with God Tour 2011 (Deicide, Belphegor, Neuraxis и Pathology)
- Firefight over Europe Tour 2011 (Headlining)
- Symphony X North American Tour 2011 (Symphony X и Powerglove)
- Otep North American Tour 2011 (Otep, Sister Sin, Destrophy, One Eyed Doll)
- Pandemonium over North America 2011 (Kamelot, Alestorm, The Agonist)
- North American Collision Tour 2011 (Evergrey, Sabaton, Powerglove, The Absence)
- I've Failed You North American Tour 2012 (Kittie, The Agonist, Bonded by Blood)
- Silverthorn European Tour 2012 (Kamelot, Xandria, Triosphere)
- The Living Infinite Tour 2013 (Soilwork, Jeff Loomis, Bonded by Blood, Hatchet)
- Blodsvept North American Tour 2013 (Finntroll, Metsatöll)

## Участники
Текущий состав

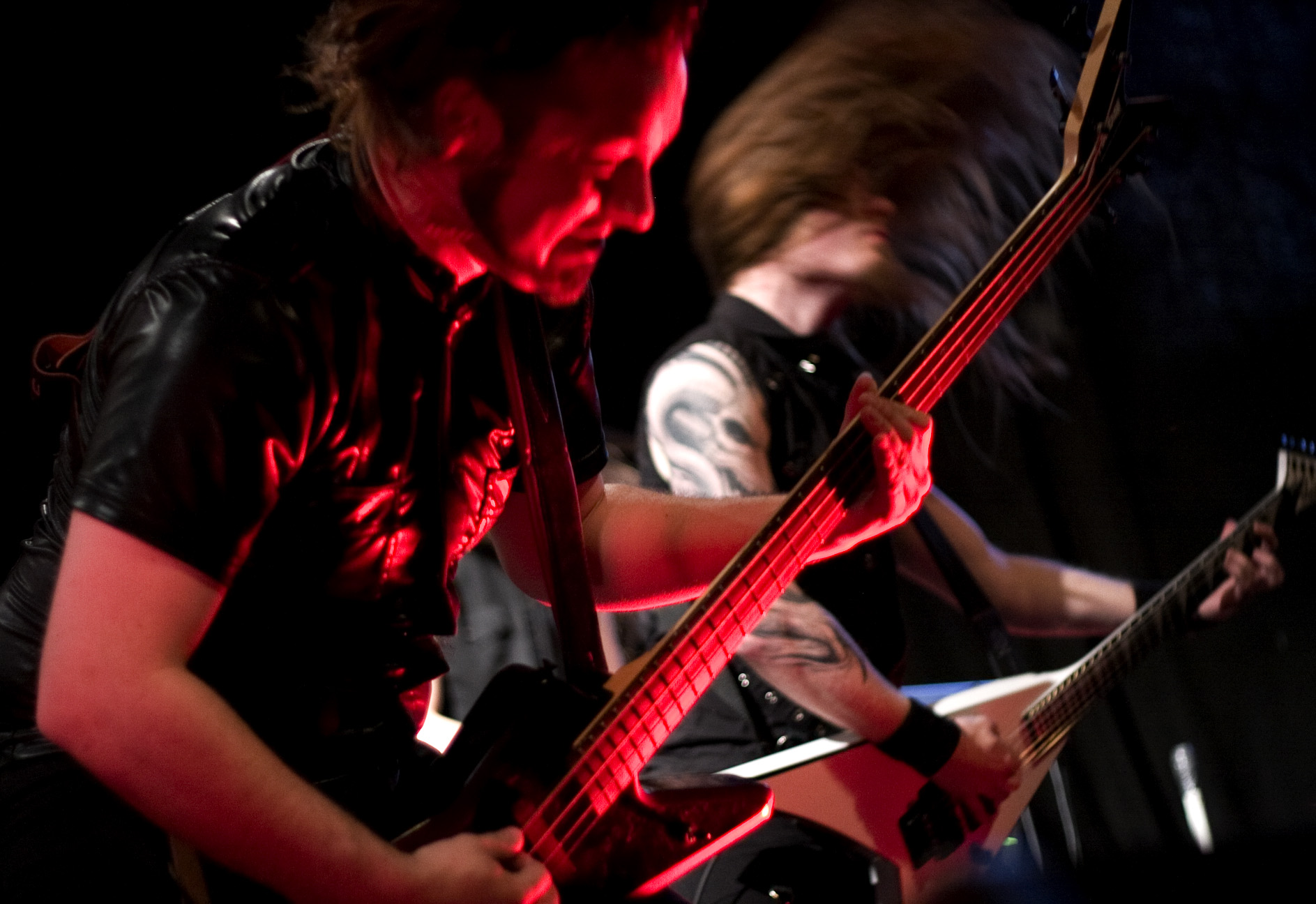
Этьен Майу и Терри Дешен на Paganfest 2009.

- Терри «Roadcase» Дешен — ритм-гитара (2001—н. в.)
- Жюстин «Juice» Этье — ударные (2001—н. в.)
- Пол «Ablaze» Зинай — вокал (2004—н. в.)

Участники живых выступлений
- Крис Келлс — бас (2012—н. в.)
- Дэвид Ганье — соло-гитара (2013—н. в.)

Бывшие участники
- Луи Жак — соло-гитара (2012–2015)
- Этьен Майу — бас (2004–2013)
- Ким Госселин — соло-гитара (2008–2012)
- Джонатан Лефрансуа-Ледюк — клавишные, синтезаторы (2003–2010)
- Эмили Ливернуа — скрипка, живое рычание (2003–2007)
- Франсуа Оже — вокал (2001–2004)
- Mordred — бас (2003–2004)
- Эрик Тисингер — живая соло-гитара (2011)
- Габриэль Гардиан — живая соло-гитара (2011–2012)

## Дискография
Альбомы
- So It Begins (2007) — как Profugus Mortis
- Profugus Mortis (2009)
- Firefight (2011)
- Storm (2020)

Прочее
- United Under a Shadowed Nightsky (2003) — демо, как Profugus Mortis
- "United Under a Shadowed Nightsky" (2004) — сингл, как Profugus Mortis
- Démo (2005) — демо, как Profugus Mortis
- Another Round (2008) — мини-альбом, как Profugus Mortis